# Nephrotoma quadrivittata
Nephrotoma quadrivittata är en tvåvingeart som först beskrevs av Frederik Maurits van der Wulp 1885.  Nephrotoma quadrivittata ingår i släktet Nephrotoma och familjen storharkrankar. Inga underarter finns listade i Catalogue of Life.